# Herb Melilli

Herb Melilli

Herb Melilli – znak heraldyczny, symbol Melilli, miasta będącego eksklawą Hiszpanii na terytorium Maroka. Wywodzi się z herbu hiszpańskiego rodu książęcego Medina Sidona, który w 1497 sfinansował wyprawę zakończoną zajęciem tego miasta.

## Opis herbu
Na tarczy herbowej w kolorze lazurowym widnieją dwa kotły z uchwytami, pomalowane w żółto-czerwone kraty. Na końcach obu uchwytów znajduje się po siedem zielonych głów wężowych (łącznie w całym herbie jest ich 28). Obramowanie tarczy składa się z herbów Kastylii i Leónu, czyli odpowiednio z przedstawienia zamku oraz lwa (łącznie na herbie Melilli jest po osiem pól ze wspomnianymi symbolami). 
Nad tarczą herbową umieszczona jest złota korona, zwieńczona niewielką wieżyczką, na szczycie której znajduje się postać mężczyzny, rzucającego sztyletem. To nawiązanie do Alonsa Péreza de Guzmán i związanej z nim hiszpańskiej legendy: gdy podczas oblężenia zamku Sancho IV Odważnego w Tarifie Maurowie porwali i uwięzili syna Guzmana, domagając się kapitulacji miasta, ten odmówił wykonania żądania – stojąc na murach zamku rzucił wrogom sztylet, aby ci zabili zakładnika, ponieważ on nie zamierzał poddać miasta.
Ponad koroną widnieje napis Præferre Patriam Liberis Parentem Decet (łac. „Wygląda na to, że rodzic stawia ojczyznę przed swoimi dziećmi”), co jest kolejnym odniesieniem do roli Guzmana podczas obrony zamku w Tarifie w 1296 r. Po bokach herbu znajdują się Słupy Heraklesa, a na nich łacińska sentencja Non Plus Ultra (łac. „Nic ponad to”).
Zielony smok znajdujący się poniżej tarczy herbowej jest związany z legendą przekazaną przez Pedra de Medina w Las Crónicas de los Muy Excelentes Duques de Medina Sidonia, według której Sancho podczas pobytu na dworze marynidzkiego sułtana Fezu miał zabić smoka dręczącego miejscową ludność.

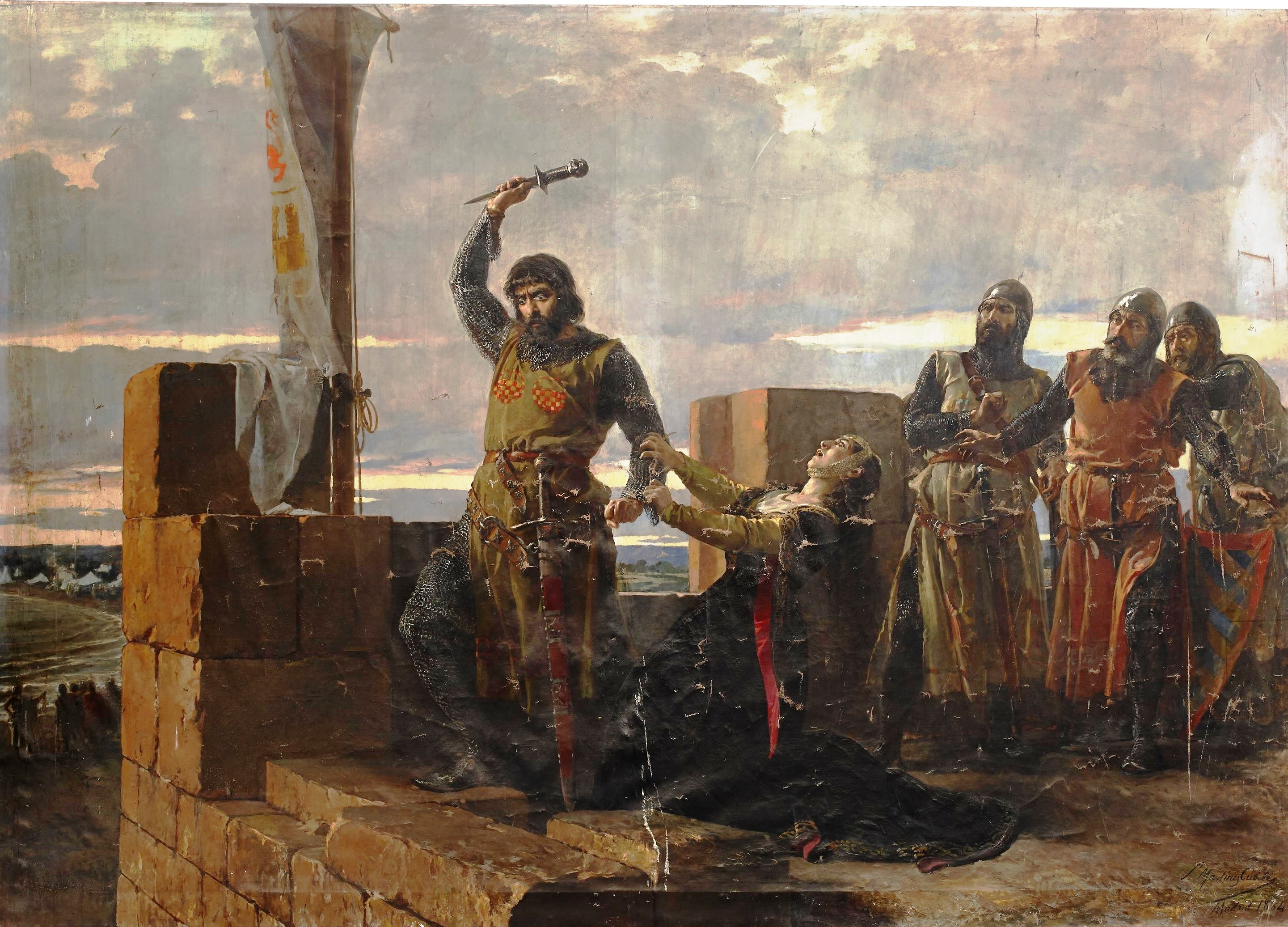
Salvador Martínez Cubells, Rzut sztyletem (1883)

## Historia
W styczniu 1913 r., komendant Melilli Francisco Gómez Jordana zwrócił się z prośbą do rodu Medina Sidonia o zgodę na negocjację z hiszpańskim rządem możliwości użycia książęcego herbu jako herbu miasta Melilli. Herb został przyznany dekretem królewskim wydanym w marcu 1913 r. przez Alfonsa XIII.